# SERBP1
SERBP1‏ (SERPINE1 mRNA binding protein 1) هوَ بروتين يُشَفر بواسطة جين SERBP1 في الإنسان.